# COOPESA
La Cooperativa Autogestionaria de Servicios Aeroindustriales R.L. (conocida también por sus siglas COOPESA) es una empresa costarricense, que fue fundada el 10 de julio de 1963 a raíz de la quiebra de la compañía SALA, desde sus inicios ha brindado mantenimiento y overhaul de aeronaves de cuerpo angosto (Single Aisle) de fabricantes tales como Curtiss C-46, BAC 1-11, Douglas:C-47, DC3, DC6, DC7, DC8, DC9, MD80, Boeing: B707, B727, B737, B757, Embraer 170/190, Airbus A318, A319, A320, A321 Classic, Enhanced and NEO. Incursionó como fabricante de carrocerías de autobuses hasta 1993. Posteriormente su unidad automotriz pasó a formar parte de Mauco, una sociedad con Matra, Automercantil y la propia Coopesa. Dicha sociedad fue vendida en 1995 a la corporación coreana Young Han Hay para formar su núcleo automotriz. En el 2000 la empresa Young Han compró la división Daewoo Bus en Corea de la fallida Daewoo Heavy Industries. 
COOPESA actualmente opera en el Aeropuerto Internacional Juan Santamaría, en Alajuela, Costa Rica, brindando servicios de restauración, reparación, pintado e implementación de equipos a aeronaves de nivel internacional. COOPESA se ha convertido en una de las compañías más populares en estos temas a lo largo de todo América, por brindar un excelente servicio a aeronaves de cuerpo angosto. 
Dentro de sus proyectos está en construcción una nueva zona de hangares de última tecnología dentro del mismo aeropuerto, esto con el fin de aumentar su demanda laboral y crecer en el mercado, mejorando sus servicios. 
Sus servicios aeronáuticos como COOPESA R.L. continúan y la ya extinta fábrica de carrocerías llegó a cambiar su nombre por MAUCO.

## Historia
En 1968 la Cooperativa inicia el ensamblaje de vehículos en formato ckd.  Con el pasar del tiempo se expandió a la fabricación de carrocerías de diversos tipos, aprovechando los beneficios de zona franca.  Fue fundada como Coopesa División Automotriz.  Antes de eso la empresa Coopesa se especializa en la reparación de aviones. En sociedad tecnológica primero con Cyasa, y más adelante con Enasa, inicia la fabricación de todo tipo de carrocerías para autobuses. Una parte de la división siguió el ensamblado de vehículos para Honda, American Motors, Chevrolet y Nissan. La otra parte con la fabricación y ensamble de carrocerías de diversos tipos.  En compañía de los distribuidores costarricenses, de diversas marcas, se inicia fabricación de diferentes carrocerías de autobuses, recolectores de basura y carros de bomberos. De las más diversas regiones del mundo se ensamblan productos de Europa y Asia Volvo en Suecia, Pegaso en España, Isuzu e Hino Motors en Japón y en Mercedes Benz en Alemania y luego se va a Brasil y México hasta traer la primera partida de 6 chasis para empezar el carrozamiento de autobuses.
Cabe decir que, las carrocerías de estilo curvo fabricadas a partir de ese mismo año se basaron en los diseños hechos por carrocerías CYASA (luego COOPECYA R.L.). Las carrocerías urbanas tenían la nomenclatura CU y las de servicio interurbano o turismo la nomenclatura CI.
A fines de la década de 1990, esta empresa fue rebautizada, en sociedad con dos de sus clientes para formar el núcleo en1993 deMauco.
En posterior se vende el capital social en $3,000,000 a la empresa Coreana Young Han Hat. Que sigue con la fabricación de carrocerías para terceros. A partir del año 2001. En sociedad con Hyundai se fabrican los modelos de autobús HM1620 y HM 1630. Estos equipos se importaban en formato ckd. En caja y se daba valor en el ensamblado completo y carrocerías. Con la experiencia ganada y producto de oportunidades comerciales se adquiere en Corea, la Empresa Daewoo Bus. De los administradores de quiebra de Daewoo Heavy Industries. Iniciando la manufactura de buses Daewoo completos baja la empresa Daewoo Bus Costa Rica, división de Young Han. En algún momento de los 90 se llegó a un acuerdo con Zavodi Crvna Zastava para el ensamblado ekd contando con motores y partes brasileños Fiat 124 para la exportación. Los vehículos Yugo se beneficiarían de los tratados de libre comercio con cafta. Incorporando accesorios como baterías, tapicerías, llantas, vidrios y cableados hechos en Costa Rica. Incorporando Los modelos planificados serían los Yugo Gv plus, plus automático con transmisión Renault y el nuevo Florida. Siendo cancelado el trato debido a las guerras Yugoslavas. Se produjo también una partida de vehículos comerciales Chevrolet tipo panaderas para la Panificadora Bimbo. Se exportaron a los Estados Unidos carrocerías para ambulancias baja la marca "FRONTLINE".
Así los mejores datos que conoceremos con algunos ejemplares y algunas de las características que actualmente sigue en servicio paulatinamente.

## Modelos
- Los primeros modelos de Coopesa, fue en el chasis Pegaso y Volvo B57; que se fabricaron entre 1971 y 1979. Usando partes suministradas por Cyasa. Basadas en diseños de Seddon de Inglaterra. Porteriorme te con la asistencia técnica de Enasa.
- Entre 1977 y 1978 se fabricaron modelos en el chasis GMC. Ya con carrocerías en colaboración con Enasa.
- Entre 1977 y 1979 se empiezan a producir modelos en el chasis Pegaso 5063.
- Entre 1977 y 1984 se empiezan a producir modelos en el chasis Volvo B58.
- Entre 1978 y 1987 se empiezan a producir modelos en el chasis Isuzu Forward.
- Entre 1980 y 1987 se empiezan a producir modelos en el chasis Pegaso 5063DR.
- En 1981 se empiezan a producir modelos en el chasis Mercedes-Benz OF-1113.
- Entre 1981 y 1983 se empiezan a producir modelos en el chasis Leyland Innocenti 402.
- Entre 1981 y 1984 se empiezan a producir modelos en el chasis Mercedes Benz 355.
- En 1985 se empiezan a producir modelos en el chasis Thomas.
- Entre 1985 y 1986 se empiezan a producir modelos en el chasis Pegaso 5123.
- En 1986 se empiezan a producir modelos en el chasis Mercedes Benz OH-1419.
- Entre 1986 y 1987 se empiezan a producir modelos en los chasis Hino FD174S de primera generación y Steyr 1290.
- Entre 1986 y 1989 se empiezan a producir modelos en el chasis Steyr 1291.
- Entre 1986 y 1991 se empiezan a producir modelos en el chasis Volvo B58E.
- Entre 1987 y 1989 se empiezan a producir modelos en los chasis Hino FB112S, FD194S de primera generación, KL645 y además de Isuzu FSR de primera generación.
- Entre 1987 y 1991 se empiezan a producir modelos en el chasis Hino RF821 de primera generación.
- Entre 1987 y 1991 se empiezan a producir modelos en el chasis Isuzu FSR de primera generación.
- Entre 1989 y 1993 se empiezan a producir modelos en los chasis Hino FD174S y FD194S de segunda generación.
- Entre 1990 y 1992 se empiezan a producir modelos en el chasis Isuzu FSR de segunda generación.
- En 1991 Coopesa lanza un modelo más grande, distinto a un autobús, en chasis Mercedes Benz 1628, aunque este también una cierta posibilidad con un modelo de camión. Para la manufactura de esta serie de vehículos se contó con la asesoría de Mercedes Benz Argentina y el constructor de carrocerías Buscar.
- Entre 1991 y 1992 se empiezan a producir modelos en el chasis Hino FD164S.
- Entre 1991 y 1992 el modelo de autobús de Coopesa, sufrió un gran cambio, se comienzan a producir modelos en los chasis Mercedes Benz OH-1316 y OH-1318 y para ellos Coopesa se diseña un frontal similar al modelo urbano de Carrocería La Favorita.
- Entre 1991 y 1992 sufrió un gran cambio, renovando el frontal y la parte trasera, este modelo se fabricó en el chasis Hino RF821 de segunda generación.
- Entre 1991 y 1993 sufrió un gran cambio, al igual que el anterior, este modelo se fabricó en el chasis Mercedes Benz OF-1318.
- En 1993 Coopesa se renueva el frontal del modelo, además de ambas versiones con chasis Hino FD194S de tercera generación.

- Datos: Q21515321